# 中嶋毅
中嶋毅（なかしま たけし、1960年- ）は、西洋史学者、東京都立大学教授。

## 人物・来歴
1983年東京大学文学部卒、92年同大学院大学院総合文化研究科地域文化研究博士課程単位取得退学。95年「ロシア・テクノクラートとソヴィエト権力 ソ連における技術と政治1917-1929」で学術博士。1992年岩手大学人文社会科学部講師、93年助教授、1996年東京都立大学助教授、2005年首都大学東京助教授、07年准教授、2010年教授、2020年東京都立大学教授。専攻、ロシア近現代史・在外ロシア史。

## 著書
- 『テクノクラートと革命権力 ソヴィエト技術政策史1917-1929』岩波書店, 1999.9
- 『スターリン 超大国ソ連の独裁者』 (世界史リブレット人) 山川出版社, 2017.12

### 共編著
- 『現代国家の正統性と危機』木村靖二,中野隆生共編. 山川出版社, 2002.7
- 『近代世界の確立と展開 文献解説 西洋近現代史 2』中野隆生共編. 南窓社, 2011.11
- 『現代の欧米世界 文献解説 西洋近現代史 3』中野隆生共編, 中野隆生 [ほか] 共著. 南窓社, 2011.11
- 『近世ヨーロッパの拡大 文献解説 西洋近現代史 1』中野隆生共編, 中野隆生 [ほか] 共著. 南窓社, 2012.3
- 『新史料で読むロシア史』編. 山川出版社, 2013.3
- 『ロシア革命とソ連の世紀』全5巻 松戸清裕,浅岡善治,池田嘉郎,宇山智彦,松井康浩共編集委員. 岩波書店, 2017
- 『近現代ヨーロッパの歴史 人の移動から見る』北村暁夫共編著. 放送大学教育振興会, 2022.3

### 翻訳
- R.W.デイヴィス『現代ロシアの歴史論争』内田健二共訳. 岩波書店, 1998.5
- ロバート・サーヴィス『ロシア革命 1900-1927』 (ヨーロッパ史入門) 岩波書店, 2005.6

## 論文
- <中嶋毅